# День работников водного хозяйства Украины
«День работников водного хозяйства» (укр. День працівників водного господарства) — национальный профессиональный праздник работников, так или иначе связанных с водными ресурсами, который отмечается в Республике Украина каждый год, в первое воскресенье июня месяца.
«День работников водного хозяйства» получил на Украине статус официального государственного профессионального праздника не так давно. 18 марта 2003 года в столице Украины Киеве, второй президент Украины Л. Д. Кучма подписал Указ № 226/2003 «Про День работников водного хозяйства Украины», который и предписывал отмечать эту дату ежегодно, в первое воскресенье июня. В президентском указе Леонида Кучмы в частности говорилось, что новый профессиональный праздник в стране вводится «Учитывая весомый вклад работников водохозяйственно-мелиоративного комплекса в развитие водного хозяйства и мелиорации земель, удовлетворение потребностей населения и отраслей экономики в водных ресурсах…».
Традиционно, в «День работников водного хозяйства», руководство страны и высшие должностные лица Украины поздравляют работников с этим профессиональным праздником, а наиболее отличившиеся из них награждаются, премиями, памятными подарками, правительственными грамотами и благодарностями руководства.